# Europese kampioenschappen roeien 2009
De Europese kampioenschappen roeien 2009 werden van vrijdag 18 september tot en met zondag 20 september gehouden op de Roeikanaal Brest in het Wit-Russische Brest. Er werden medailles verdeeld op veertien onderdelen, acht bij de mannen en zes bij de vrouwen.

## Medaillewinnaars

### Mannen
| Bootklasse              | Goud | Goud    | Zilver | Zilver  | Brons | Brons   |
| Skiff M1x               | Litouwen Mindaugas Griškonis | 7:03,05 | Griekenland Ioannis Christou | 7:06,61 | Kroatië Mario Vekić | 7:08,64 |
| Twee zonder M2-         | Griekenland Apostolos Gountoulas Nikolaos Gountoulas | 6:45,08 | Servië Nikola Stojić Goran Jagar | 6:48,53 | Frankrijk Laurent Cadot Jean-David Bernard | 6:52,34 |
| Dubbel twee M2x         | Estland Allar Raja Kaspar Taimsoo | 6:28,82 | Zwitserland André Vonarburg Florian Stofer | 6:30,87 | Servië Marko Marjanović Dušan Bogićević | 6:36,85 |
| Vier zonder M4-         | Griekenland Ioannis Tsamis Stergios Papachristos Georgios Tziallas Pavlos Gavriilidis                                                                            | 6:06,84 | Tsjechië Jan Gruber Jakub Makovička Milan Bruncvík Michal Horváth | 6:07,45 | Spanje Pedro Rodriguez Aragon Pau Vela Maggi Marcelino Garcia Cortes Noé Guzmán Del Castillo                                                                            | 6:09,74 |
| Dubbel vier M4x         | Oekraïne Hennadiy Zakharchenko Volodymyr Pavlovskiy Kostyantyn Zaytsev Serhiy Hryn                                                                               | 5:53,12 | Wit-Rusland Valery Radzevich Kiryl Lemiashkevich Stanislau Shcharbachenia Dzianis Mihal                                                                               | 5:54,44 | Polen Arnold Sobczak Piotr Licznerski Michał Słoma Wiktor Chabel | 5:55,09 |
| Acht M8+                | Polen Patryk Brzeziński Jarosław Godek Michał Szpakowski Krystian Aranowski Piotr Hojka Marcin Brzeziński Wojciech Gutorski Mikołaj Burda Daniel Trojanowski (s) | 5:43,80 | Oekraïne Andriy Pryveda Serhiy Bazylyev Anton Kholyaznykov Valentyn Kletskoy Andrii Iakymchuk Dmytro Prokopenko Andriy Shpak Sergiy Chykanov Oleksandr Konovaliuk (s) | 5:45,66 | Frankrijk Julien Desprès Adrien Hardy Pierre-Jean Peltier Jean-Baptiste Macquet Germain Chardin Benjamin Rondeau Sebastien Lente Dorian Mortelette Benjamin Manceau (s) | 5:47,50 |
| Lichte dubbel twee LM2x | Griekenland Dimitrios Mougios Vasileios Polymeros | 6:28,21 | Italië Lorenzo Bertini Elia Luini | 6:31,45 | Frankrijk Pierre-Étienne Pollez Maxime Goisset | 6:33,86 |
| Lichte vier zonder LM4- | Frankrijk Jean-Christophe Bette Fabien Tilliet Franck Solforosi Fabrice Moreau                                                                                   | 6:04,85 | Duitsland Matthias Schömann-Finck Jost Schömann-Finck Jochen Kühner Martin Kühner                                                                                     | 6:05,56 | Servië Nemanja Nešić Miloš Stanojević Nenad Babović Miloš Tomić | 6:06,88 |

### Vrouwen
| Bootklasse              | Goud | Goud    | Zilver | Zilver  | Brons | Brons   |
| Skiff W1x               | Wit-Rusland Jekaterina Karsten | 7:40,02 | Tsjechië Mirka Knapková | 7:43,79 | Rusland Julija Lewina | 7:51,15 |
| Twee zonder W2-         | Roemenië Camelia Lupașcu Nicoleta Albu | 7:27,28 | Rusland Mayya Zhuchkova Alevtina Podvyazkina | 7:30,84 | Kroatië Sonja Keserac Maja Anic | 7:38,03 |
| Dubbel twee W2x         | Italië Laura Schiavone Gabriella Bascelli | 7:07,96 | Tsjechië Jitka Antošová Lenka Antošová | 7:08,52 | Polen Agata Gramatyka Natalia Madaj | 7:13,42 |
| Dubbel vier W4x         | Oekraïne Svitlana Spiriukhova Tetiana Kolesnikova Anastasiya Kozhenkova Yana Dementyeva                                                                   | 6:30,90 | Italië Erika Bello Gabriella Bascelli Laura Schiavone Elisabetta Sancassani | 6:38,87 | Roemenië Anca Luchian Irina Dorneanu Andreea Boghian Cristina Grigoraș                                                                                    | 6:44,14 |
| Acht W8+                | Roemenië Roxana Cogianu Ionelia Neacșu Maria Bursuc Ioana Crăciun Adelina Cojocariu Cristina Ilie Camelia Lupașcu Enikő Barabás Talida-Teodora Gîdoiu (s) | 6:21,52 | Wit-Rusland Nadzeya Belskaya Natallia Koshal Natallia Haurylenka Volha Plashkova Nina Bondarava Hanna Nakhayeva Volha Shcharbachenia-Zhylskaya Zinaida Kliuchiynskaya Yaraslava Paulovich (s) | 6:26,02 | Oekraïne Tetiana Dudyk Ganna Kutsenko Nataliia Huba Olena Buryak Anna Kravchenko Svitlana Novichenko Olha Hurkovska Kateryna Tarasenko Anna Gaidukova (s) | 6:32,58 |
| Lichte dubbel twee LW2x | Griekenland Christina Giazitzidou Alexandra Tsiavou | 7:15,26 | Polen Magdalena Kemnitz Agnieszka Renc | 7:19,69 | Oostenrijk Stefanie Borzacchini Michaela Taupe-Traer | 7:23,84 |

## Medailleklassement
| Plaats | Land        | Goud | Zilver | Brons | Totaal |
| 1      | Griekenland | 4    | 1      | 0     | 5      |
| 2      | Oekraïne    | 2    | 1      | 1     | 4      |
| 3      | Roemenië    | 2    | 0      | 1     | 4      |
| 4      | Italië      | 1    | 2      | 0     | 3      |
| 4      | Wit-Rusland | 1    | 2      | 0     | 3      |
| 6      | Polen       | 1    | 1      | 2     | 4      |
| 7      | Frankrijk   | 1    | 0      | 3     | 4      |
| 8      | Litouwen    | 1    | 0      | 0     | 1      |
| 8      | Estland     | 1    | 0      | 0     | 1      |
| 10     | Tsjechië    | 0    | 3      | 0     | 3      |
| 11     | Servië      | 0    | 1      | 2     | 3      |
| 12     | Rusland     | 0    | 1      | 1     | 2      |
| 13     | Zwitserland | 0    | 1      | 0     | 1      |
| 13     | Duitsland   | 0    | 1      | 0     | 1      |
| 15     | Kroatië     | 0    | 0      | 2     | 2      |
| 16     | Spanje      | 0    | 0      | 1     | 1      |
| 16     | Oostenrijk  | 0    | 0      | 1     | 1      |
| Totaal | Totaal      | 14   | 14     | 14    | 42     |